# Савенкова, Любовь Григорьевна
Любовь Григорьевна Савенкова (род. 9 сентября 1949 года) — советский и российский педагог, член-корреспондент РАО (2008).
Главный научный сотрудник Института художественного образования и культурологии Российской академии образования, доктор педагогических наук (2001), профессор.
В 2008 году — избрана членом-корреспондентом РАО от Отделения образования и культуры.
Автор многочисленных образовательных программ, монографий, учебно-методических пособий, учебно-методических комплексов по изобразительному искусству. Активно участвовала в разработке научной концепция художественного воспитания детей в сельской школе, в результате чего были созданы уникальные развивающие интегрированные программы.
Под её руководством были подготовлены и защищены 18 кандидатских диссертаций.

## Награды
- Премия Правительства Российской Федерации в области образования (в составе группы, за 2007 год) — за цикл научных трудов «Интеграция искусств как условие полихудожественного развития детей и молодежи» для общеобразовательных учреждений[2]